# Joseph Koen
Joseph Koen (Amsterdam, 23 maart 1899 – Amsterdam, 17 maart 1974) was een Nederlands violist.
Hij, roepnaam Joop, was zoon van Marianne van der Zijl en diamantbewerker Hartog Koen. Hijzelf was kortstondig getrouwd met Catharina Smit en vanaf 1934 tot haar overlijden in 1965 met verpleegster in het Binnengasthuis en Wilhelminagasthuis Neeltje Maria Cornelia Carton. Het echtpaar woonde vanaf 1937 aan de Van Breestraat, om de hoek bij het Concertgebouw. 
Voordat hij in de muziek ging zat hij in België op school; hij raakte er bevriend met Leopold Busch. Busch vertrok even later vanuit Amsterdam naar New York en werd violist in het New York Philharmonic; Koen bleef naar Amsterdam. Ze zagen elkaar in 1954 pas weer.
Hij kreeg zijn opleiding aan het Conservatorium van Amsterdam; hij was er leerling van Julius Röntgen en Alexander Schmuller. Koen had ook zitting in het "Hollandsch Kamermuziekgezelschap", alwaar hij ook wel eens concertmeester is geweest. Hij kwam tegelijk in het orkest met violist Siegfried Bähler en fagottist. Hij kwam in later leven alleen in het nieuws omdat hij niet deelnam aan persoonlijke aandacht bij zijn veertigjarig jubileum in 1960, de andere twee wel.  Koen was tussen 1 september 1920 en 1 september 1962 tweede violist bij het Koninklijk Concertgebouworkest.
Hij was een van de zestien leden van het orkest die op 1 september 1941 ontslag kreeg aangezegd vanwege de arisering van het orkest onder het Nazi-Regime. Joodse musici mochten geen deel meer uitmaken van het (culturele) leven. Koen werd vermoedelijk daarna via het Plan-Frederiks ondergebracht in een reserveringskamp in Barneveld, waar ze zich veilig achtten. Dat bleek niet het geval, ze werden even later toch via Kamp Westerbork gedeporteerd naar Theresienstadt. Pens wist het te overleven en werd via Zwitserland gerepatrieerd en nam weer plaats in het orkest. In oktober 1945 werd hij samen met anderen bij terugkeer gehuldigd; ook vanwege hun 25-jarig jubileum.
Hij overleed op 74-jarige leeftijd; zijn bericht van overlijden werd ondertekend door Floor (partner) en Elly (dochter).  Hij werd gecremeerd op Begraafplaats Westgaarde.   
In 2020 werd zijn naam opgenomen in het Gedenkteken Joodse Musici in het Concertgebouw; een postuum eerbetoon van het orkest aan de tijdens de arisering ontslagen orkestleden.